# Union sportive d'Ivry (handball)
Maillots
Actualités
Dernière mise à jour : 4 décembre 2023.
L’Union sportive d'Ivry Handball est un club de handball français. Fondé en 1947 et basé à Ivry-sur-Seine, en proche banlieue sud-est de Paris, il évolue en Division 1 depuis 2022. C'est également la section handball de l'US Ivry, club omnisports, depuis 1949. L'équipe fanion du club évolue en  Starligue, le plus haut niveau national.
Club historique du handball français, l'US Ivry a remporté 8 titres de champion de France, le dernier remontant à 2007, ce qui les place à la troisième place des clubs les plus titrés en championnat derrière le Montpellier Handball et le Paris Saint-Germain. Relégué en Division 2 pour la saison 2014-2015 après 57 saisons passées dans l'élite française, le club retrouve la D1 la saison suivante. Le club est entraîné depuis janvier 2023 par Didier Dinart.
La section féminine a également été très prolifique puisque avec 9 titres de champion de France remportés, l'US Ivry est seulement devancé par le Metz Handball.

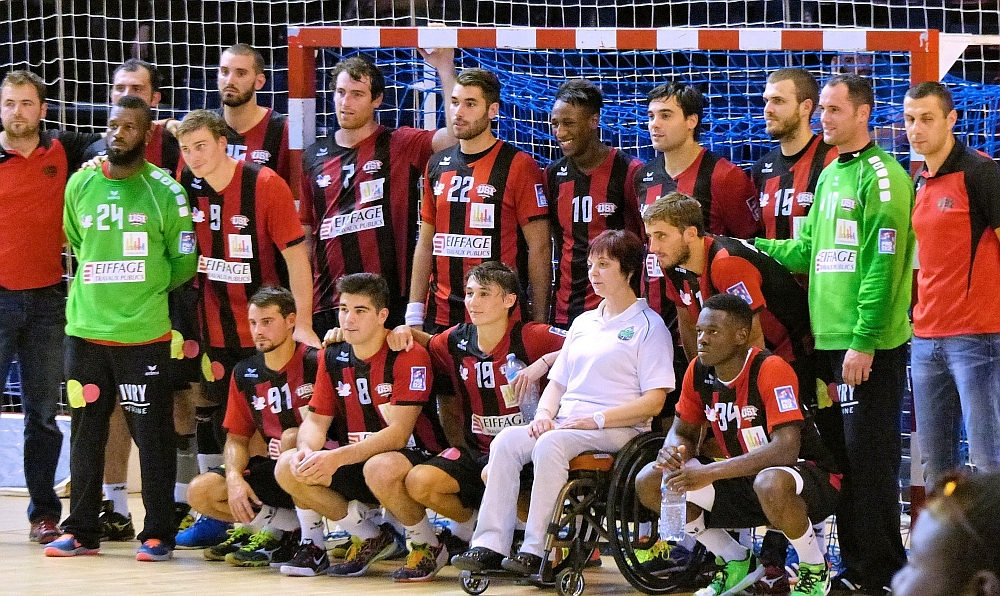
Le 31 août 2014 lors du Challenge Marrane.

## Historique
Le club est fondé en 1947 comme la section handball du club omnisports de l'Étoile sportive du travail d'Ivry qui devient l'Union sportive d'Ivry en 1949. Cette création est alors portée par Maurice Dubrez, professeur d’éducation physique et sportive au cours complémentaire (ancêtre du collège) Robespierre d’Ivry-sur-Seine, et son directeur André Mériguet. Il s'agit donc d'abord d'une équipe scolaire, puis d'un club lié à la Fédération sportive et gymnique du travail.
Le club dispose dès 1952 du stade Clerville pour le handball à onze et dès 1953 du Gymnase Auguste-Delaune. À l'époque, peu de clubs bénéficiaient d'une installation couverte et les matchs de handball à sept se jouaient quasi systématiquement en extérieur.

### 1958-1979: des femmes et des hommes au top
Ce sont d'abord les féminines qui se distinguent en remportant trois années de suite le Championnat de France en 1958, 1959 et 1960. L'US Ivry participent ainsi à la première édition de la Coupe des clubs champions en 1960-1961. Les femmes remporteront six autres titres en 1963, 1964, 1969, 1970, 1974 et 1977. Quatorze joueuses ivryennes ont été sélectionnées en équipe de France dont deux ont été nommées capitaines, Marion Chapel et Renée Bellec. Les sœurs Cathiard, Simone, Marie-Claire, Suzanne et Georgette, ont également joué un rôle important dans les succès du club, tant sur le terrain qu'en dehors.
Les hommes ne sont pas en reste puisqu'ils remportent le premier de leurs huit titres de Champion en 1963, confirmé dès la saison suivante. Ainsi, les deux doublés (femmes et hommes) des années 1963 et 1964, suivi de celui de l'année 1970, constituent un sommet pour le club. La section confirmera être un club majeur en France en remportant trois autres Championnats en 1966, 1970 et 1971.

### 1980-2007: quelques résultats entrecoupés de longues disettes
Les années 1980 sont de bien moins bonne facture. Le dernier résultat notable des féminines est obtenu en 1979 (troisième place en Championnat) tandis que les hommes sont moins présents avec malgré tout trois résultats notables : vice-champions en 1982, ils remportent leur sixième titre en 1983 puis atteignent la finale de la Coupe de France en 1986. L'US Ivry a ainsi compté 28 internationaux masculins[réf. nécessaire] dont René Richard, capitaine de l'équipe de France A et qui a pris part aux Championnats du monde en 1964, 1967 et 1970, Robert Scillieri, capitaine de l'équipe de France B et Daniel Hager, recordman ivryen avec ses 163 sélections, ou plus récemment Luc Abalo.
Dix années seront toutefois nécessaires au club pour retrouver le haut de la hiérarchie nationale avec la première Coupe de France de son histoire en 1996. Le club recrute alors l'entraîneur croate Sead Hasanefendić qui s'est distingué depuis plusieurs saisons à l'US Créteil, au Vénissieux handball et à l'OM Vitrolles. S'appuyant sur des joueurs comme Stéphane Joulin, Vassili Koudinov, Raoul Prandi ou Éric Amalou, le club devient champion de France 1997, tout en atteignant la finale de la Coupe de France et la demi-finale de la Coupe d'Europe des vainqueurs de coupe. De gros efforts financiers ont été consentis pour obtenir ces résultats avec notamment les recrutements d'Hasanefendić, de l'international serbe Dejan Lukić ou du champion du monde Denis Lathoud, même si Vassili Koudinov, un des meilleurs arrières gauches mondiaux, a rejoint l'Allemagne pour un meilleur salaire. Le club fait alors figure de favori pour le championnat et a pour objectif d'atteindre les quarts de finale en Ligue des champions. Mais le tour préliminaire face aux modestes Israéliens de Rishon LeZion tourne au fiasco (défaites 27-22 à Tel-Aviv et 22-21 à Ivry) et le club est éliminé avant d'avoir réellement débuté la compétition. Sur le plan national, la saison se révèle bien vite être à l'image de ce double raté européen et Hasanefendić ainsi que quelques joueurs (Joulin, Prandi) quittent le club en cours de saison. Le club termine ainsi à une piètre 7e place en Championnat et est éliminé en quart de finale de la Coupe de France. Les saisons suivantes, le club ne peut rivaliser face à Montpellier et à Chambéry.
En 2006, Stéphane Imbratta, alors entraîneur-adjoint après avoir été responsable du centre de formation à compter de 1997, succède à Daniel Hager sur le banc ivryen. Avec un effectif composé à 75 % de joueurs provenant du centre de formation tels Luc Abalo (qui sera élu meilleur joueur du championnat), Fabrice Guilbert ou Mohamed Mokrani, Stéphane Imbratta mène le club dès sa première saison en finale de la Coupe de la Ligue et surtout remporte le titre de champion de France, devenant le seul club avec Chambéry en 2001 à priver le Montpellier AHB du titre entre 1997 et 2012.
Si la saison suivante est honorable avec une troisième place en championnat, une demi-finale de Coupe de France et un parcours moyen en Ligue des champions, les résultats sont par la suite beaucoup moins bon. En 2008, Stéphane Imbratta décide de quitter le club et c'est alors Pascal Léandri, ancien capitaine emblématique et alors entraineur-adjoint, qui prend sa succession.

### Depuis 2011: une lutte pour le maintien pas toujours victorieuse
En 2011, le club termine à la douzième place en championnat, son plus mauvais résultat de l'histoire, échappant de peu à la relégation. Les prometteurs Argentins, les frères Diego et Sebastián Simonet sont alors recrutés. Deux ans plus tard, le benjamin de la fratrie, Pablo signe à son tour pour remplacer... son frère Diego, parti pour le Montpellier AHB. 
La saison 2013-2014 se révèle être une très mauvaise saison, la défaite de la 25e journée face au Montpellier AHB est synonyme de relégation en deuxième division. Un coup dur pour une équipe qui a passé les 57 dernières années avec l'élite du handball masculin. Pascal Léandri quitte ses fonctions d'entraîneur pour prendre celles de directeur sportif du club et c'est Rastko Stefanovič qui lui succède pour la saison suivante.
Toutefois, le club remporte le championnat de deuxième division 2014/2015 et retrouve l'élite après seulement une saison. Rastko Stefanovič permet au club de se maintenir les trois saisons suivantes. En 2018, Sébastien Quintallet est le nouvel entraîneur du club mais le club est à nouveau relégué en 2021. Champion de D2 la saison suivante, le club retrouve l'élite en 2022 et Quintallet est remplacé en janvier 2023 par Didier Dinart.
Le 24 février 2025, le gymnase Auguste-Delaune, salle historique du club, est fortement endommagé par un incendie,,. Le club est alors contraint de délocaliser ses matchs. Malgré un sursaut qui vous le club remporter les deux matchs suivants face à des concurrents directs (29-31 à Cesson et 32-30 face à Créteil), l'US Ivry termine bon dernier du championnat et est une nouvelle fois relégué.

## Palmarès

### Section masculine
Compétitions internationales
- Coupe des vainqueurs de coupe (C2)
  - Demi-finaliste en 1997
- Coupe Challenge (C4)
  - Demi-finaliste en 2002
- Coupe de l'EHF (C3)
  - Quart-de-finaliste en 2009

Compétitions nationales
- Championnat de France de D1  (8)
  - Champion en 1963, 1964, 1966, 1970, 1971, 1983, 1997 et 2007.
  - Vice-champion en 1968, 1982 et 1993.
  - Troisième en 1958, 1965, 1967, 1969, 1995, 2000, 2004, 2005 et 2008
- Coupe de France (1)
  - Vainqueur en 1996
  - Finaliste en 1986, 1997, 2006 et 2012.
- Coupe de la Ligue
  - Finaliste en 2007
  - Demi-finaliste en 2003
- Championnat de France de D2 (1)
  - Vainqueur en 2015

Autres compétitions
- Challenge Marrane (2)
  - Vainqueur en 2010, 2012 et 2017

### Section féminine
- Championnat de France
  - Vainqueur (9) en 1958, 1959, 1960, 1963, 1964, 1969, 1970, 1974[6], 1977[7]
  - Deuxième (6) en 1962, 1965, 1966, 1968, 1976, 1978
  - Troisième (2) en 1975, 1979
- Championnat de France de deuxième division (1) :
  - Vainqueur (1) en 1984[20]
- Challenge de France (1)
  - Vainqueur (1) en 1977

## Bilan saison par saison
| Saison    | Niv. | Clas. | Coupe de France    | Coupes d'Europe*   |
| --------- | ---- | ----- | ------------------ | ------------------ |
| 1961-1962 | 1    | ?     | Pas de compétition | N.Q.               |
| 1962-1963 | 1    | 1er   | Pas de compétition | N.Q.               |
| 1963-1964 | 1    | 1er   | Pas de compétition | Pas de compétition |
| 1964-1965 | 1    | 3e    | Pas de compétition | C1 : 1/4 finale    |
| 1965-1966 | 1    | 1er   | Pas de compétition | N.Q.               |
| 1966-1967 | 1    | 3e    | Pas de compétition | C1 : 2e tour       |
| 1967-1968 | 1    | 2e    | Pas de compétition | N.Q.               |
| 1968-1969 | 1    | 3e    | Pas de compétition | N.Q.               |
| 1969-1970 | 1    | 1er   | Pas de compétition | N.Q.               |
| 1970-1971 | 1    | 1er   | Pas de compétition | C1 : 2e tour       |
| 1971-1972 | 1    | 5e    | Pas de compétition | C1 : 1er tour      |
| 1972-1973 | 1    | 8e    | Pas de compétition | N.Q.               |
| 1973-1974 | 1    | 10e   | Pas de compétition | N.Q.               |
| 1974-1975 | 1    | 10e   | Pas de compétition | N.Q.               |
| 1975-1976 | 1    | 11e   | 1/16 de finale     | N.Q.               |
| 1976-1977 | 1    | 10e   | Pas de compétition | N.Q.               |
| 1977-1978 | 1    | 3e    | ?                  | N.Q.               |
| 1978-1979 | 1    | 3e    | Pas de compétition | N.Q.               |
| 1979-1980 | 1    | 8e    | Pas de compétition | N.Q.               |
| 1980-1981 | 1    | 6e    | Pas de compétition | N.Q.               |
| 1981-1982 | 1    | 2e    | Pas de compétition | N.Q.               |
| 1982-1983 | 1    | 1er   | Pas de compétition | C2 : 1/8 finale    |
| 1983-1984 | 1    | 5e    | Pas de compétition | C1 : 1er tour      |
| 1984-1985 | 1    | 8e    | 1/2 finale         | N.Q.               |
| 1985-1986 | 1    | 8e    | Finaliste          | N.Q.               |
| 1986-1987 | 1    | 5e    | 1/2 finale         | N.Q.               |
| 1987-1988 | 1    | 8e    | Pas de compétition | N.Q.               |
| 1988-1989 | 1    | 9e    | N.Q.               | N.Q.               |
| 1989-1990 | 1    | 8e    | Phase de poule     | N.Q.               |
| 1990-1991 | 1    | 7e    | ?                  | N.Q.               |
| 1991-1992 | 1    | 5e    | 1/4 finale         | N.Q.               |
| 1992-1993 | 1    | 3e    | 1/4 finale         | N.Q.               |

| Saison    | Niv. | Clas. | Coupe France        | Coupe Ligue        | Coupes d'Europe*    |
| --------- | ---- | ----- | ------------------- | ------------------ | ------------------- |
| 1993-1994 | 1    | 4e    | 1/4 finale          | Pas de compétition | C2 : 1/4 finale     |
| 1994-1995 | 1    | 3e    | 1/4 finale          | Pas de compétition | C4 : 1/4 finale     |
| 1995-1996 | 1    | 5e    | Vainqueur           | Pas de compétition | C3 : 1/16e finale   |
| 1996-1997 | 1    | 1er   | Finaliste           | Pas de compétition | C2 : 1/2 finale     |
| 1997-1998 | 1    | 7e    | 1/4 finale          | Pas de compétition | C1 : Deuxième tour  |
| 1998-1999 | 1    | 5e    | 1/4 finale          | Pas de compétition | N.Q.                |
| 1999-2000 | 1    | 3e    | 1/4 finale          | Pas de compétition | N.Q.                |
| 2000-2001 | 1    | 5e    | 1/8 finale          | Pas de compétition | C4 : 1/4 finale     |
| 2001-2002 | 1    | 6e    | 1/16 finale         | 1/4 finale         | C4 : 1/2 finale     |
| 2002-2003 | 1    | 8e    | 1/4 finale          | 1/2 finale         | N.Q.                |
| 2003-2004 | 1    | 3e    | Pas de compétition  | N.Q.               | N.Q.                |
| 2004-2005 | 1    | 3e    | 1/4 finale          | 1/4 finale         | C2 : 1/8e finale    |
| 2005-2006 | 1    | 4e    | Finaliste           | 1/4 finale         | C3 : 3e tour        |
| 2006-2007 | 1    | 1er   | 1/8 finale          | Finaliste          | C2 : 3e tour        |
| 2007-2008 | 1    | 3e    | 1/2                 | 1/4 finale         | C1 : Tour principal |
| 2008-2009 | 1    | 5e    | 1/4 finale          | 1/8 finale         | C3 : 1/4 finale     |
| 2009-2010 | 1    | 5e    | 1/8 finale          | 1/4 finale         | N.Q.                |
| 2010-2011 | 1    | 12e   | 1/8 finale          | 1/8 finale         | C3 : 3e tour        |
| 2011-2012 | 1    | 9e    | Finaliste           | 1/8 finale         | N.Q.                |
| 2012-2013 | 1    | 10e   | 1/16 finale         | 1/8 finale         | N.Q.                |
| 2013-2014 | 1    | 13e   | 1/16 finale         | 1/8 finale         | N.Q.                |
| 2014-2015 | 2    | 1er   | 1/4 finale          | N.Q.               | N.Q.                |
| 2015-2016 | 1    | 11e   | 1/16 finale         | Barrages           | N.Q.                |
| 2016-2017 | 1    | 9e    | 1/16 finale         | 1/8 finale         | N.Q.                |
| 2017-2018 | 1    | 10e   | 1/8 finale          | 1er tour           | N.Q.                |
| 2018-2019 | 1    | 12e   | 1/16 finale         | 1/2 finale         | N.Q.                |
| 2019-2020 | 1    | 12e   | Compétition annulée | 1/16 de finale     | N.Q.                |
| 2020-2021 | 1    | 15e   | N.Q.                | Pas de compétition | N.Q.                |
| 2021-2022 | 2    | 1er   | 1er tour            | N.Q.               | N.Q.                |
| 2022-2023 | 1    | 12e   | 1/4 de finale       | Pas de compétition | N.Q.                |
| 2023-2024 | 1    | 13e   | 1/16 de finale      | Pas de compétition | N.Q.                |
| 2024-2025 | 1    | 16e   | 1/16 de finale      | Pas de compétition | N.Q.                |

 * Légende : N.Q. : Non qualifié ; C1=Coupe des clubs champions/Ligue des champions ; C2=Coupe des vainqueurs de coupe ; C3= Coupe de l'EHF ; C4=Coupe des Villes/Coupe Challenge

Source : « Historique des participations européennes de l'US Ivry depuis 1993 », sur history.eurohandball.com, Fédération européenne de handball (consulté le 28 juillet 2025)

## Personnalités liées au club

### Grands joueurs du passé

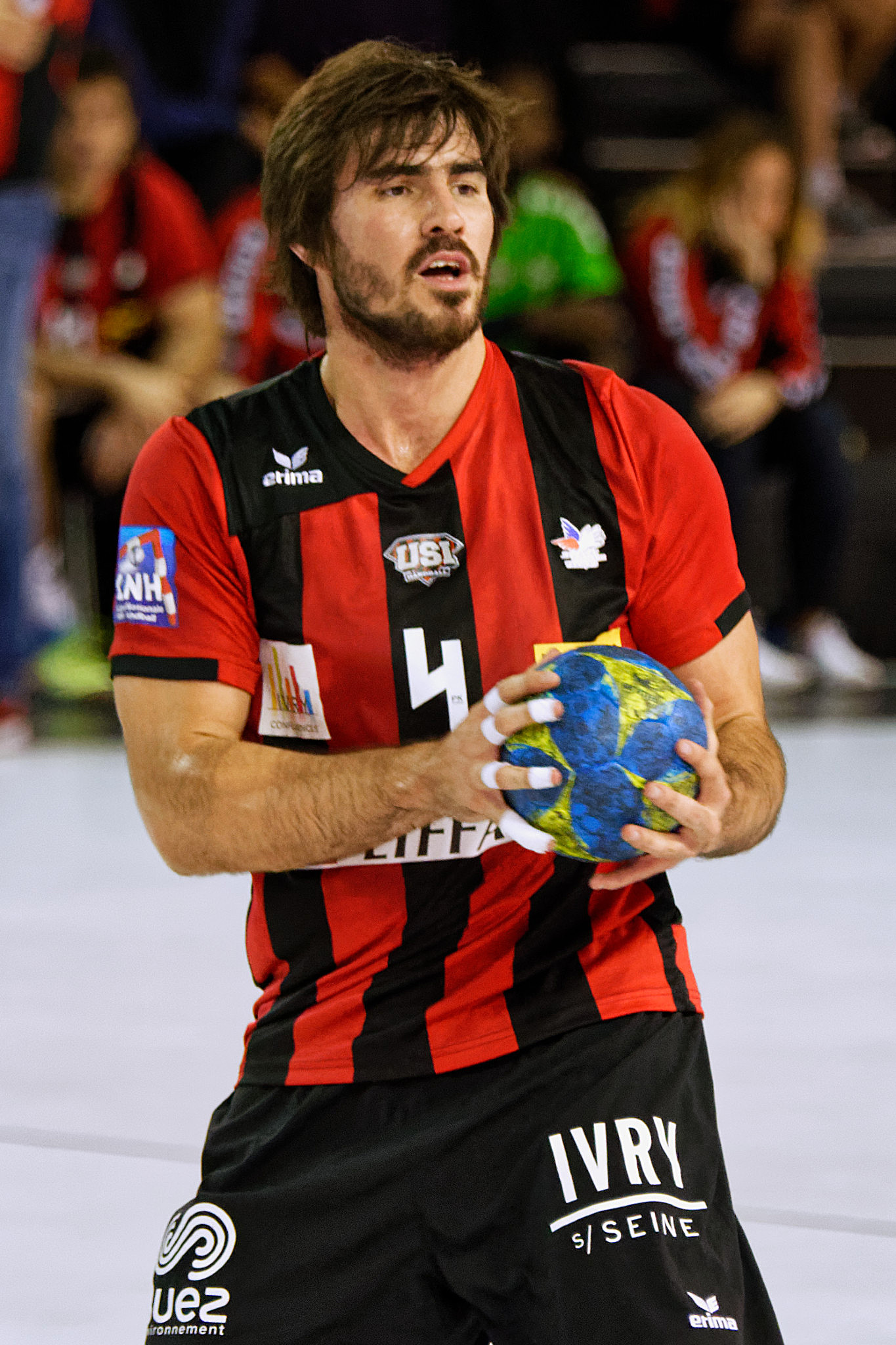
Sebastián Simonet a évolué cinq saisons au club contre respectivement deux et trois pour ses frères Diego et Pablo.

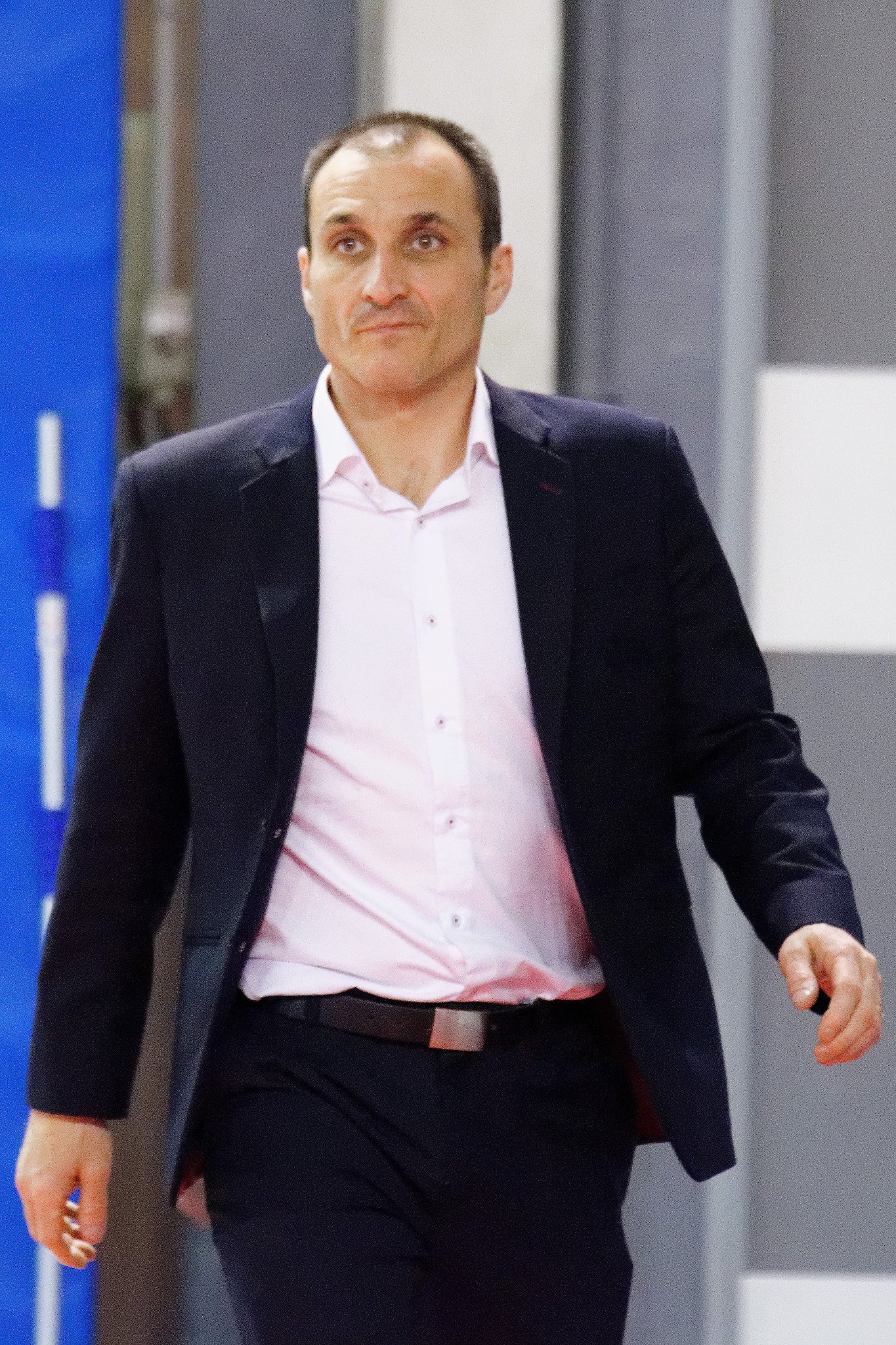
Pascal Léandri, joueur de 1992 à 2005 puis entraîneur de 2008 à 2014.

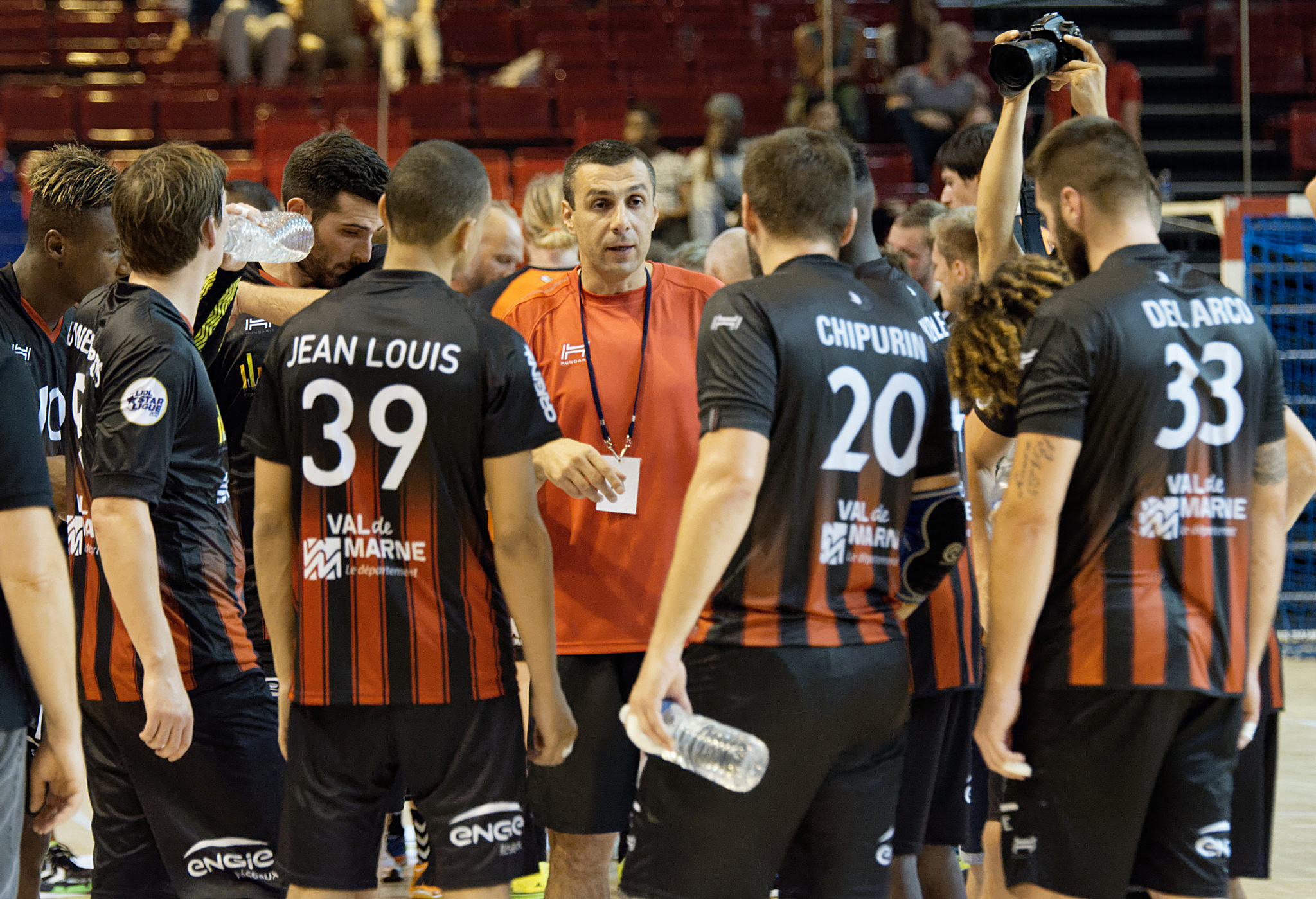
Rastko Stefanovič, entraîneur de 2014 à 2018, au milieu de ses joueurs.

En 2000, le club a élu le sept d'or du XXe siècle d'Ivry :
- Gardien de but : Andreï Lavrov , au club de 1994-1996
- Ailier gauche : Daniel Hager , au club de 1980 à 1997, 747 buts marqués
- Arrière gauche : Vassili Koudinov , au club de 1993 à 1997, 796 buts marqués
- Demi-centre : René Richard , au club de 1960 à 1976, 1280 buts marqués
- Arrière droit : Bernard Rignac , au club de 1970 à 1980, 1981 à 1985, 1385 buts marqués
- Ailier droit : Tomislav Križanović /, au club de 1986 à 1989 et de 1991 à 1993
- Pivot : Rolando Uríos , au club de 1998 à 2000

En dehors du sept d'or, parmi les grands joueurs du passé, on trouve notamment (classés par année de départ) :
- Michel Dubrez
- Jacques Riche
- Gilbert Ridouh
- Gaston Feuillatre
- Roger Julitte
- Rachid Aggoune
- Lionel Nicolas
- Michel Avenet : 1950-1971, 5 titres de champion[23]
- Gérard Balassi (GB) : 1957-1967, 68 matchs
- Robert Scillieri (GB) : 1962-1972, 168 matchs
- Michel Richard : 196x-1973[24]
- René Richard : 1960-1974, 5 titres de champion[24]
- Christian Richard : 1969-1976[24]
- Joseph Alaimo, capitaine de 1979 à 1985, capitaine de l'équipe de France
- Patrick Lepetit : 1984-1987
- Patrick Boullé (GB) : 1976-1992, 346 matchs
- Patrick Persichetti : 1976-1992, 1177 buts marqués
- / Irfan Smajlagić : 1990-1993
- Jean-Luc Thiébaut : 1991-1994
- Stéphane Joulin : 1988-1992 et 1994-11/1997
- Raoul Prandi : 1989-12/1997
- Denis Lathoud : 1997-1998
- Eliodor Voica : 1999-2002
- Marc-Olivier Albertini (GB) : 1993-2003, 259 matchs
- Mirza Šarić : 1996-1998 et 2000-2003
- Pascal Léandri : 1992-2005, 1060 buts marqués
- Éric Amalou : 1996-1998 et 2003-2006
- Thomas Richard : 1995-2007, 863 buts marqués
- Ragnar Þór Óskarsson : 2005-2007
- Luc Abalo : 1996-2008, 687 buts marqués
- / Mohamed Mokrani : 1997-2008
- Zoran Martinović : 2004-2008, 681 buts marqués
- Dragan Počuča : 2004-2009
- Fabrice Guilbert : 1996-1999 et 2005-2011, 744 buts marqués
- Diego Simonet : 2011-2013
- Sebastián Simonet : 2011-2016
- Pablo Simonet : 2013-2016
- François-Xavier Chapon (GB) : 2001-2018, 530 matchs
- / Walid Badi : 2003-2021
- Linus Persson : 2018-2021

### Grandes joueuses du passé
Parmi les grandes joueuses du passé, on trouve notamment (classées par année de départ) :
- Simone Cathiard-Hager : de 1955 à 1964, 4 fois championne de France[8]
- Georgette "Zette" Cathiard : de 1955 à ?, 4 fois championne de France[8]
- Hélène Jacovella : de 1954 à 1969
- Françoise Trognon (GB) : de 1963 à 1970
- Liliane Maurin : de 1966 à 1970
- Marie-Claire Cathiard : de 1955 à 1973, 7 fois championne de France[8]
- Suzanne Cathiard : de 1955 à 1973, 7 fois championne de France[8]
- Martine Leroux-Delbo : de 1967 à 1974
- Janine Gaillard (GB) : de 1968 à 1977
- Renée Bellec : de 1955 à 1978, 8 fois championne de France[réf. nécessaire]
- Josette Durin : de 1964 à 1978
- Marion Chazel : de 1973 à 1980
- Stéphanie Ntsama Akoa : de 1998 à 2003, formée au club
- Paule Baudouin : de 1999 à 2003, formée au club

### Entraîneurs
Les entraîneurs de la section masculine sont, :
- Maurice Dubrez : de 1947 à 1957
- Robert Mérand : de 1957 à 1962
- Jean Benoits : de 1962 à 1974, 5 titres de champion de France
- René Richard : de 1974 à 1988, 1 titre de champion de France
- Árpád Kővári : de 1988 à 1990
- Jean-Luc Druais : de 1990 à 1992
- Valeri Sidorenko : de 1992[26] à nov. 1995
- Philippe Blin : de nov. 1995 à 1996
- Sead Hasanefendić : de 1996 à nov. 1997, 1 titre de champion de France
- C. Cimelli et D. Hager : de nov. 1997 à 2001
- Daniel Hager : de 2001 à 2006
- Stéphane Imbratta : de 2006 à 2008, 1 titre de champion de France
- Pascal Léandri : de 2008 à 2014
- Rastko Stefanovič : de 2014 à 2018
- Sébastien Quintallet : de 2018 à janv. 2023
- Didier Dinart : depuis janvier 2023.

Parmi les entraîneurs de la section féminine, on trouve :
- Joël Fleury : à partir de 1955[8]
- Renée Bellec : dans les années 1970, championne de France en 1977[7].

### Présidents
Les présidents du club sont, :
- Maurice Dubrez : de 1947 à ?
- Jacques Riche : de ? à 1975
- Gilbert Ridouh : de 1975 à 1987
- Maurice Zellner : de 1987 à 1998[27]
- inconnu : de 1998 à 2000
- Michel Richard : de 2000 à 2003[28]
- Claudio Cimelli : de 2003 à 2007
- Béatrice Barbusse : de février 2007 à novembre 2012
- Marc-Olivier Albertini : de novembre 2012 à 2017
- François Lequeux : depuis juin 2017

## Image et identité

### Couleurs du club
Les couleurs du club sont le rouge et le noir. Elles reprennent celles du club omnisports du même nom. Traditionnellement, le club évolue avec un maillot à rayures rouge et noir et un short noir.

### Infrastructure
Le club évolue depuis 1953 dans le Gymnase Auguste-Delaune, l'un des premiers gymnases en France.

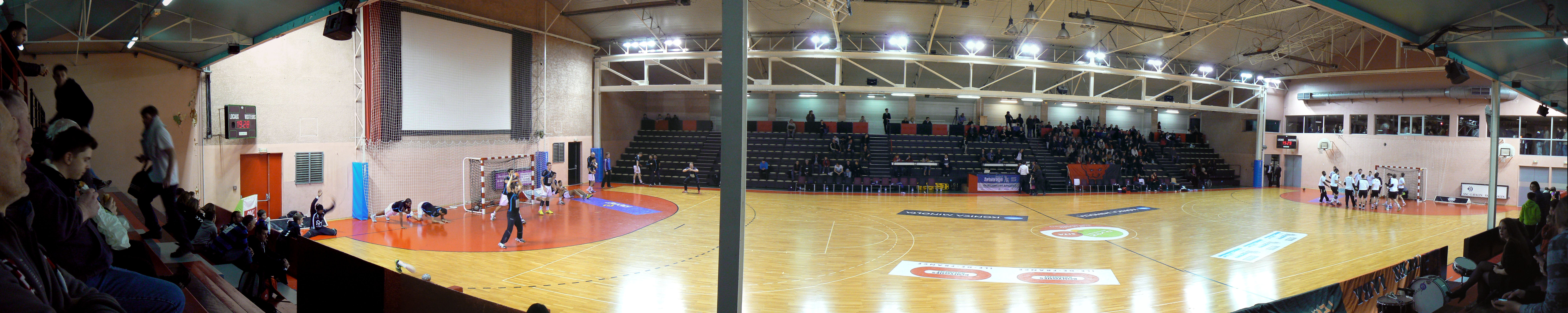
Vue intérieure du Gymnase Auguste-Delaune.

### Historique du logo

Ancien logo
Logo jusqu'en 2016
Logo depuis 2016
Logo pour les 70 ans